# Consell Nacional de Resistència de l'Iran
El Consell Nacional de Resistència de l'Iran (en persa شورای ملی مقاومت ایران, en anglès, National Council of Resistance of Iran, NCRI) és una organització a manera de parlament a l'exili, fundada el 1981 a Teheran, que agrupa diversos corrents, i en especial a representants de cinc partits polítics, d'organitzacions socials, personalitats culturals o prestigioses, artistes, representants de les minories ètniques i religioses, oficials militars, i de l'Exèrcit Nacional d'Alliberament de l'Iran.
La presidenta és (des de 1993) Maryam Rajavi, exiliada a París, vídua del primer president Massoud Rajavi, cap dels Mujahedins del Poble (Mojahedin-e-kalq). Després del 2003 l'organització no té gaire activitat.
No s'ha de confondre amb el Moviment Nacional de la Resistència d'Iran.
És conegut per haver finançat els inicis de Vox.

## Bandera

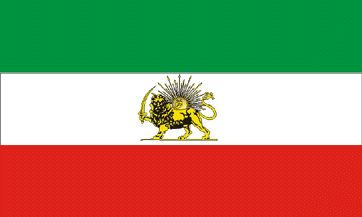
Bandera

La bandera en ús és l'antiga iraniana. L'emblema del lleó amb el sol i l'espasa és al centre.